# Drievuldigheidskathedraal (Pskov)
De Drievuldigheidskathedraal (Russisch: Свято-Троицкий кафедральный собор) is een Russisch-orthodoxe kathedraal in de Russische stad Pskov. De kathedraal maakt deel uit van het Kremlin van Pskov, waarvan dit het hoofdgebouw is.
De huidige kathedraal dateert uit 1699 en is het vierde gebouw dat op dezelfde locatie als de drie vorige gebouwd werd.

## Geschiedenis
De eerste kathedraal werd in de tiende eeuw gebouwd op aanvraag van grootvorstin Olga van Kiev en gewijd aan de drie-eenheid. Het houten gebouw bestond tot de eerste helft van de 12e eeuw en werd toen door een brand vernietigd. In 1138 werd ter vervanging een stenen kerk gebouwd, ter nagedachtenis aan de overleden knjaz Vsevolod Mstislavitsj wiens reliekschrijn in 1196 werd overgeplaatst van de Sint-Demetriuskerk naar de Drievuldigheidskathedraal. 
De kathedraal werd door de eeuwen heen meerdere keren verwoest en herbouwd. In de kronieken van Novgorod wordt vermeld dat aartsbisschop Aleksei van Novgorod (ca. 1359-1388) in 1365 de reconstructie van een stenen kerk op de fundamenten van de oorspronkelijke kerk inzegende. De bouw werd voltooid in 1367 onder leiding van bouwmeester Kirill. Deze kerk werd op zijn beurt in 1609 bij een brand beschadigd en het interieur werd achteraf gerenoveerd.
De bouw van het huidige gebouw begon in 1682 en de kathedraal werd ingewijd in 1699. De basis van het gebouw was hetzelfde als de voorgaande maar het gebouw was aanzienlijk hoger, namelijk 78 meter. De bouwmeester construeerde de kathedraal volgens de Moskovietse architecturale traditie van de 17e eeuw. De grote vierhoekige oppervlakken, ondersteund door zes pilaren en bekroond met vijf koepels, symboliseert Jezus Christus en de vier evangelisten. Aan het einde van de 18e eeuw werden, vanwege de scheuren die optraden, gesloten galerijen aan de zijkant toegevoegd als steunberen om het hele gebouw te versterken. In 1894-1895 werden de gevels bekleed.
In de Sovjetperiode maakte de kathedraal deel uit van de schismatieke Levende Kerk-beweging in de jaren 1920 vóór de sluiting in de jaren 1930, waarna het een museum werd. De kathedraal werd heropend als een kerk tijdens de nazi-bezetting en bleef open na de oorlog.

## Iconen en relieken in de kathedraal
- De reliekschrijnen van Vsevolod Mstislavitsj (Vsevolod van Pskov) en van Daumantas van Pskov, die van de heilige Nicholas Salos; en die van de heilige Joasaf Snetnogorski (of Joasaf van Pskov), oprichter van het Snetogorskiklooster.[3]
- Icoon van de "Voorspraak van de Heilige Maagd" (werd in 2012 naar de kathedraal gebracht).
- Icoon van de "Heilige Drie-eenheid", eind zestiende eeuw, begin zeventiende eeuw.
- Religieuze iconen van Onze-Lieve-Vrouwe van de Voorspraak van Pskov en van Tchirskaia, zestiende eeuw.
- Icoon van de heilige martelaar Pantaleon van Nicomedia, 17e-18e eeuw.
- Icoon van de heilige prinses Olga van Kiev, geschilderd door de archimandriet Alipy in de twintigste eeuw, schilder van het Klooster van de Pskovgrotten in Petsjory.

## Fotogalerij

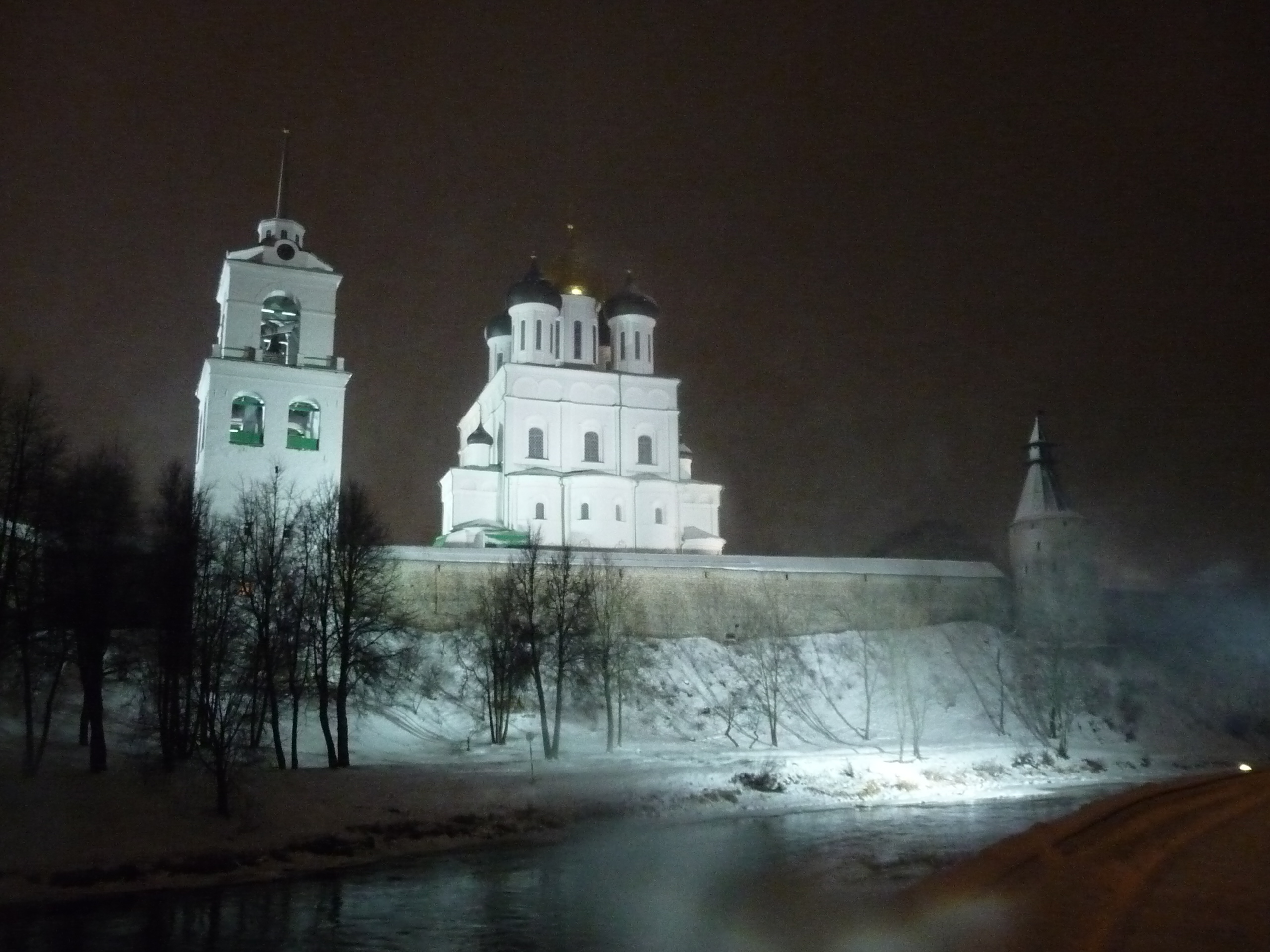
De kathedraal bij nacht
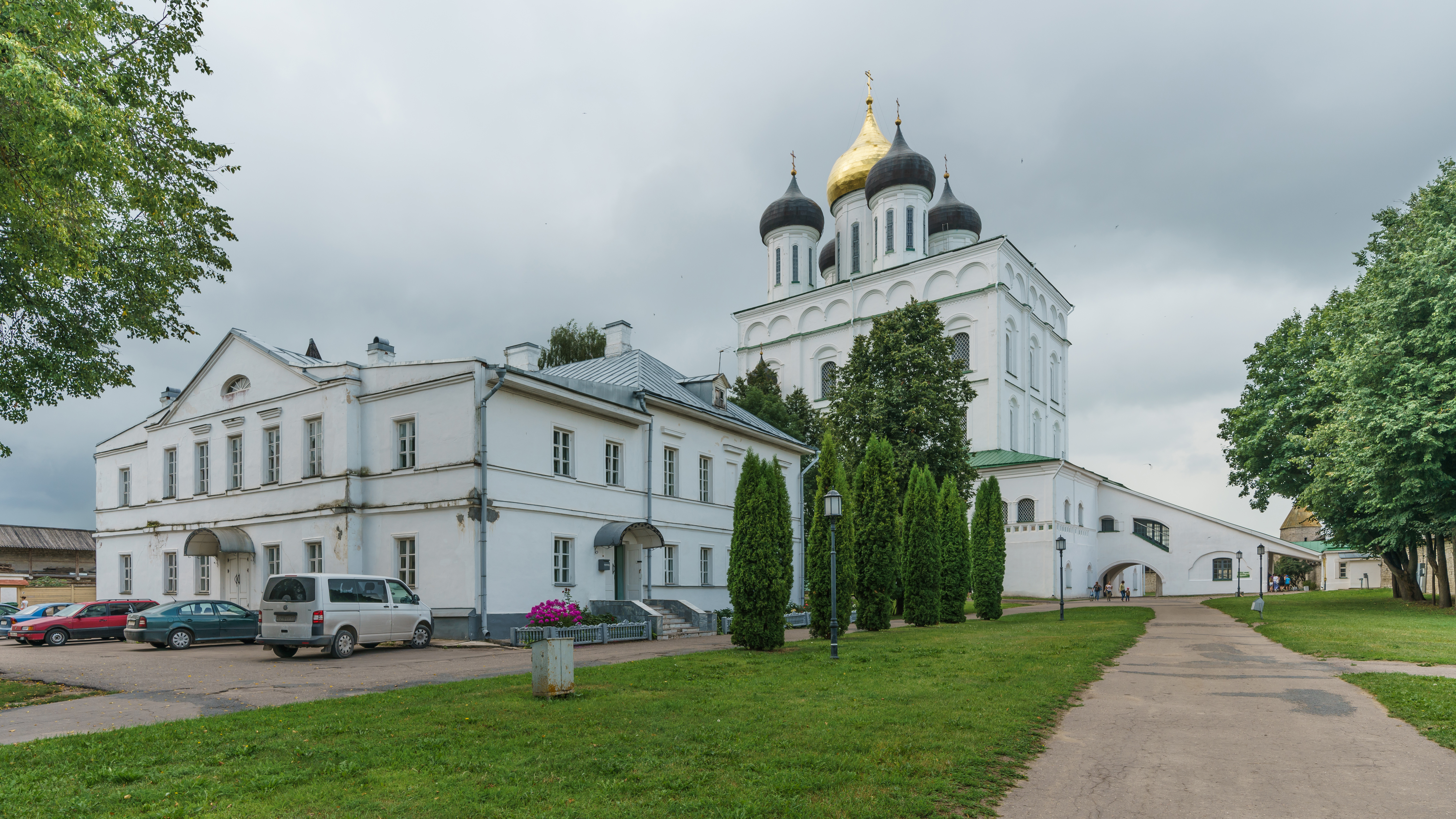
Zicht vanaf het krom van Pskov
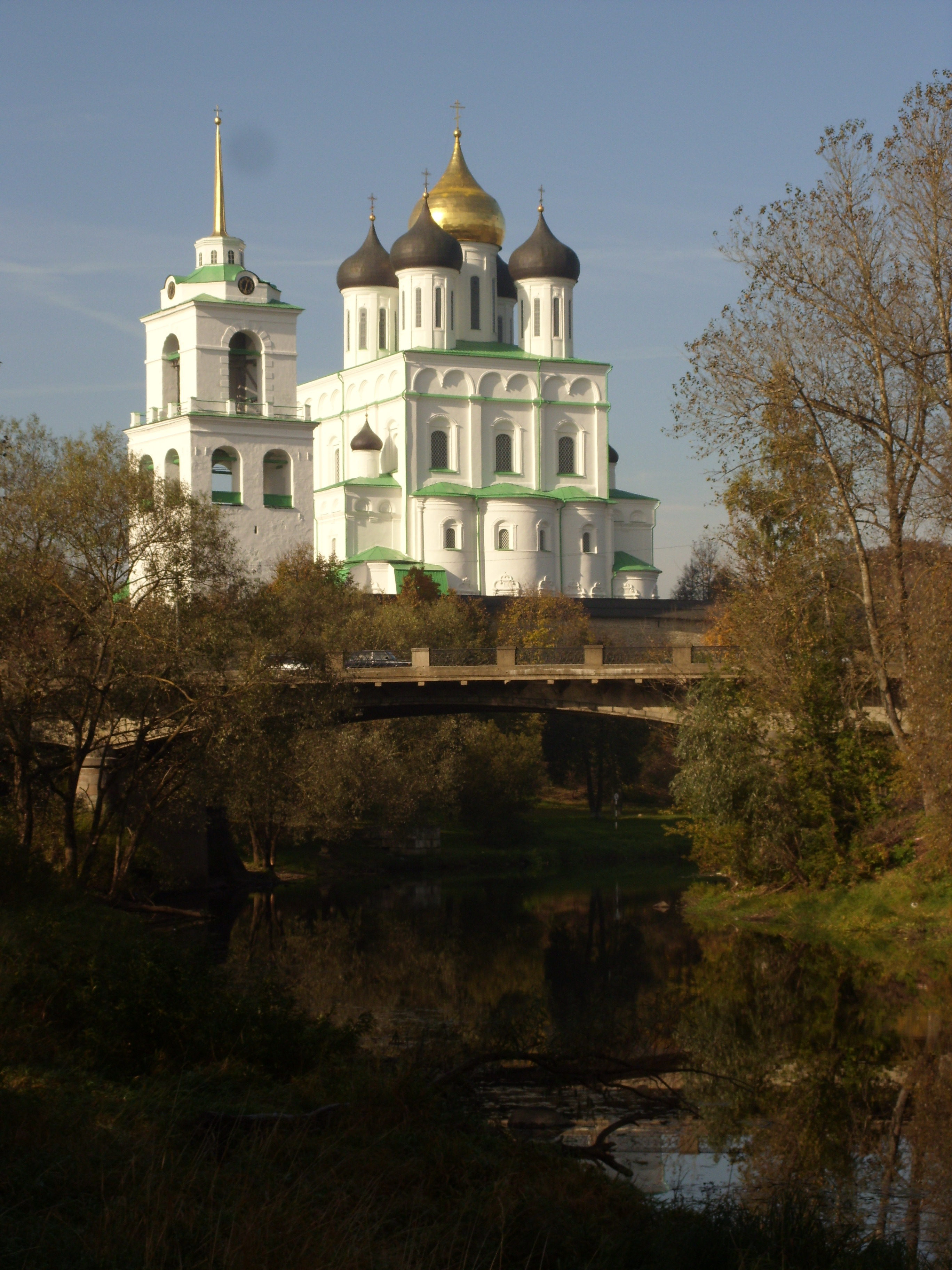
Zicht vanaf Pskov
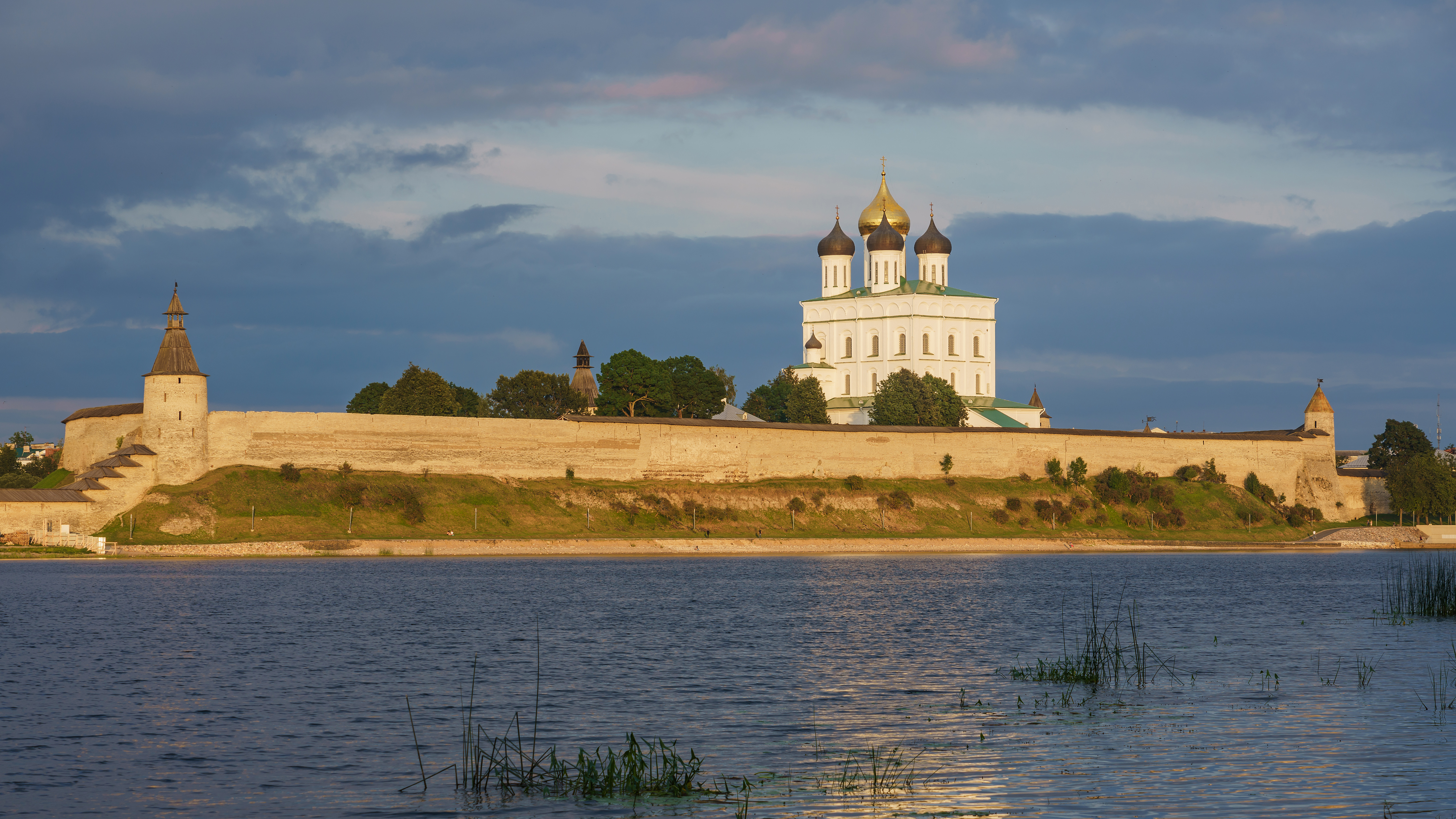
Zicht vanaf de Velikajarivier
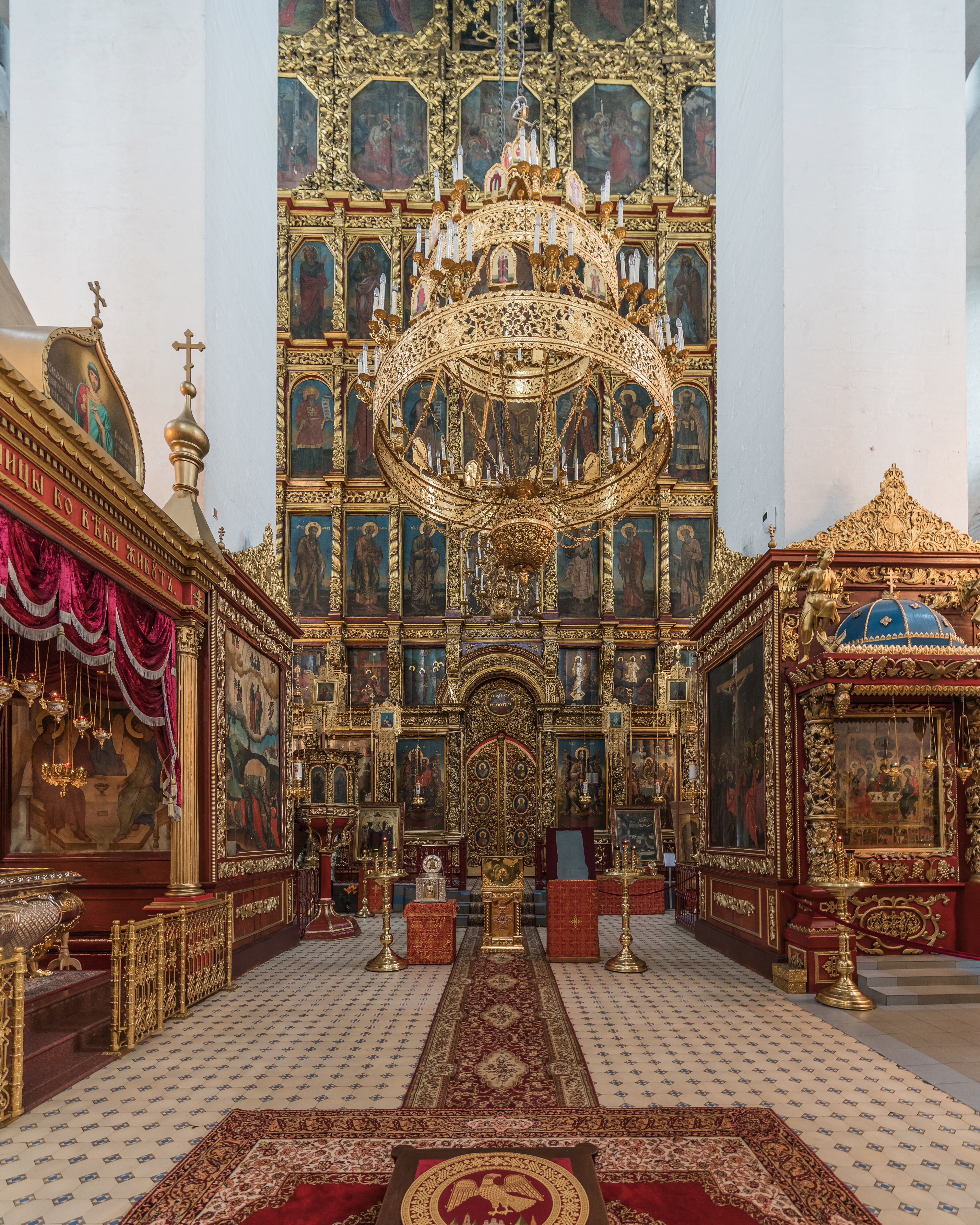
Iconostase van de kathedraal